# Frans Burman (Theologe, 1708)

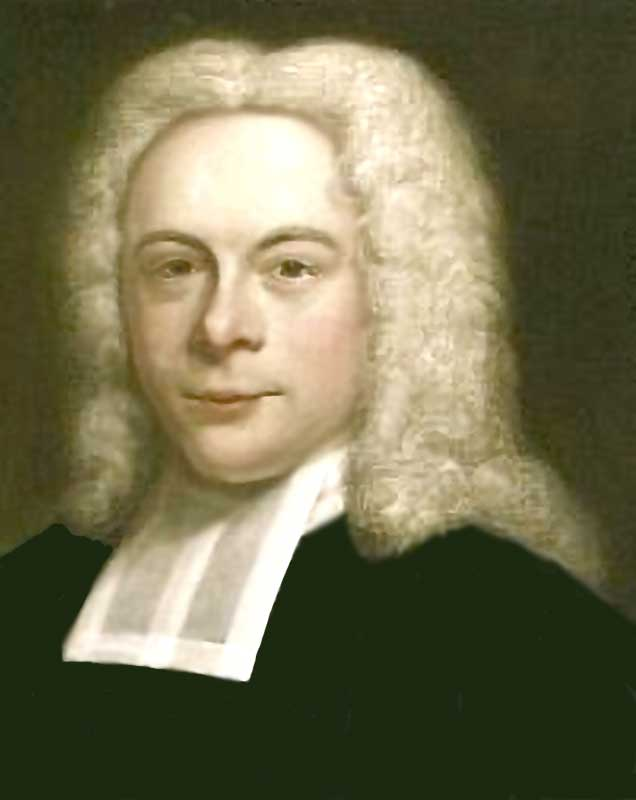
Frans Burman

Frans Burman (auch: Franz Burmann; * 3. Oktober 1708 in Amsterdam; † 10. April 1793 in Utrecht) war ein niederländischer reformierter Theologe.

## Leben

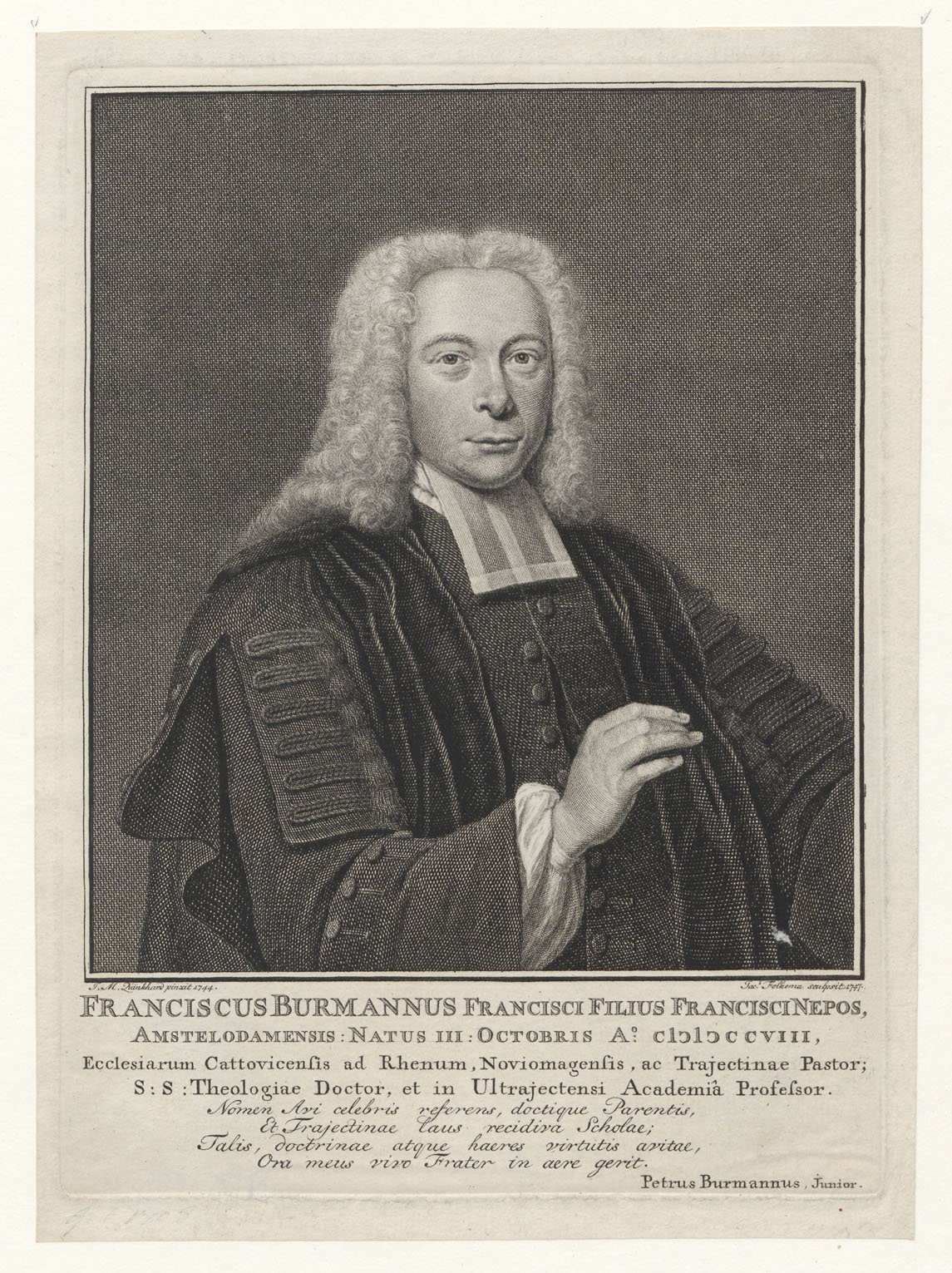
Frans Burman III

Er war ein Sohn des Theologen Frans Burman (1671–1719) und dessen Ehefrau Elizabeth Thierens. Am 18. September 1720 hatte er sich an der Universität Leiden immatrikuliert. Nach einem umfangreichen Studium der theologischen Wissenschaften wurde er 1732 Pfarrer in Katwijk, 1736 Pfarrer in Nijmegen und am 20. Januar 1743 Pfarrer in Utrecht. Am 22. Juli 1743 wurde er von den Kuratoren der Utrechter Hochschule zum Professor der Theologie berufen, welches Amt er am 23. September 1743 mit der Rede de theologi docentis officio antrat. Am 6. Mai 1771 wechselte er auf den Lehrstuhl der Kirchengeschichte. Er beteiligte sich auch an den organisatorischen Aufgaben der Universität Utrecht und war in den Jahren 1746/47, 1766/67 sowie 1782/83 Rektor der Alma Mater.
Burman hatte sich am 15. September 1737 in Nijmegen mit Anna Geertruid van Leeuwen († 1802) verheiratet.

## Schriften
- Oratio de recte Deum cognoscendi et colendi modo. 1746.
- mit dem Sohn Frans Burman: De harmonie ofte overeenstemminge der vier evangelisten, (...), II. Utrecht 1757.
- Eenige aenmerkingen de Nederduitsche tael aengaende. Utrecht 1757, 1768,
- Oratio funebris in obitum (…) Guilielmi Irhovii (…) publice habila dieXVIII. Decemb. MDCCLX. Utrecht 1760.
- Eenige nieuwe aenmerkingen de Nederduitsche tael en verscheidene oudheden aengaende. Utrecht-Amsterdam 1761, 1768.
- Deductie ter verdediginge tegen de soogenaamde regtmatige afkeering van Chr. Saxe. 1763.

## Weblink
- Catalogus Professorum Academiae Rheno-Traiectinae

| Personendaten    | Personendaten                          |
| ---------------- | -------------------------------------- |
| NAME             | Burman, Frans                          |
| ALTERNATIVNAMEN  | Burman, Franz                          |
| KURZBESCHREIBUNG | niederländischer reformierter Theologe |
| GEBURTSDATUM     | 3. Oktober 1708                        |
| GEBURTSORT       | Amsterdam                              |
| STERBEDATUM      | 10. April 1793                         |
| STERBEORT        | Utrecht                                |